# جائزة بلجيكا الكبرى 1983
جائزة بلجيكا الكبرى 1983 هو سباق فورمولا 1 أقيم بتاريخ 22 مايو 1983 في حلبة دي سبا فرانكورشومب، حمام معدني، بلجيكا. كان السادس من أصل 15 في بطولة العالم لسباقات الفورمولا واحد موسم 1983. حلّ الفرنسي ألن بروست أولا بينما جاء الفرنسي باتريك تامباي في المركز الثاني وحصل على المركز الثالث الأمريكي إدي شيفر.

## وصلات خارجية
- الموقع الرسمي